# Иванов, Семён Петрович
Семён Петрович Иванов (Пинчук) (15 апреля 1924, Шангрык, Ставропольская губерния — 14 сентября 1966, Средняя Ахтуба, Волгоградская область) — советский военнослужащий, участник Великой Отечественной войны, полный кавалер ордена Славы, командир отделения разведки 481-го стрелкового полка (320-я стрелковая дивизия, 27-я армия, 3-й Украинский фронт), старший сержант — на момент представления к награждению орденом Славы 1-й степени.

## Биография
Родился 15 апреля 1924 года в селе Шангрык (ныне — Садовое в Арзгирском районе Ставропольского края).
В январе 1942 года был призван в Красную Армию. С того же времени на фронте.
17 сентября 1944 года ворвался с отделением на станцию Арцис (Румыния), вызвал панику в стане противника и истребил свыше 20 вражеских солдат. Были захвачены пленные, 5 пулемётов, 7 повозок с боеприпасами. 2 октября 1944 года сержант Иванов Семён Петрович награждён орденом Славы 3-й степени.
10 февраля 1945 года вблизи города Будапешт командовал разведгруппой, которая захватила ценного «языка». При этом разведчики уничтожили до 10 пехотинцев. 26 февраля 1945 года награждён орденом Славы 2-й степени.
В ночь на 15 апреля 1945 года в районе города Фюрстенфельд с группой бойцов незаметно подобрался к переднему краю обороны противника. За мужество и отвагу, проявленные в последних боях, разведчик был представлен к награждению орденом Славы 1-й степени.
Указом Президиума Верховного Совета СССР от 15 мая 1946 года за исключительное мужество, отвагу и бесстрашие, проявленные на заключительном этапе Великой Отечественной войны, старший сержант Иванов Семён Петрович награждён орденом Славы 1-й степени. Стал полным кавалером ордена Славы.
В 1947 году был демобилизован. Уехал на Волгу. Жил в селе Средняя Ахтуба Волгоградской области. 14 сентября 1966 года, спасая ребёнка, утонул в Волге.